# Luiz Otávio Santos de Araújo
Luiz Otávio Santos de Araújo (* 12. Oktober 1990 in Bom Jardim), auch Tinga genannt, ist ein brasilianischer Fußballspieler.

## Karriere
Luiz Otávio Santos de Araújo erlernte das Fußballspielen in der Jugendmannschaft von AA Ponte Preta im brasilianischen Campinas im Bundesstaat São Paulo. Hier unterschrieb er 2009 auch seinen ersten Profivertrag. Mitte 2010 wechselte er zu Palmeiras São Paulo nach São Paulo. Von hier wurde er an die brasilianischen Vereine Ceará SC und Figueirense FC ausgeliehen. Nach Vertragsende bei Palmeiras unterschrieb er 2014 einen Zweijahresvertrag beim Avaí FC in Santa Catarina. Von Juli 2014 bis Januar 2015 wechselte er auf Leihbasis nach Japan. Hier spielte er für Júbilo Iwata. Der Verein aus Iwata spielte in der zweiten Liga des Landes, der J2 League. Nach der Ausleihe kehrte er nach Santa Catarina zurück. Anfang 2016 zog es ihn wieder nach Asien. Hier unterschrieb er in Thailand einen Vertrag beim Suphanburi FC. Für den Klub aus Suphanburi spielte er fünfzehnmal in der ersten Liga, der Thai Premier League. Mitte 2016 kehrte er wieder nach Brasilien zurück, wo er sich dem Joinville EC anschloss. Über die brasilianischen Stationen Clube de Regatas Brasil und EC Santo André wechselte er Anfang 2019 nach Katar. Hier verpflichtete ihn Umm-Salal SC aus Umm Salal. Der Verein spielte in der höchsten Liga des Landes, der Qatar Stars League. Bis August 2019 absolvierte er sieben Erstligaspiele. Von August 2019 bis Ende 2019 spielte er für den Vila Nova FC. Anfang 2020 wechselte er zum Santa Cruz FC nach Recife. Mit dem Verein spielte er in der Série C. Im Februar 2021 schloss er sich dem Zweitligisten Brusque FC aus Brusque an. Hier kam er jedoch nicht zum Einsatz. Von Anfang August 2021 bis Ende November 2021 wurde er an den Botafogo FC nach João Pessoa ausgeliehen. Anschließend spielte er für die brasilianischen Vereine Volta Redonda FC, Botafogo FC (PB) und den Clube Náutico Marcílio Dias. Im Juli 2023 ging er bis Jahresende 2023 nach Uganda. Hier schloss er sich dem Vipers SC an. Mit dem Verein aus Kampala spielte er in der ersten Liga. Nach seiner Rückkehr spielte er für Iporá EC und Nova Iguaçu FC.

## Erfolge
Ceará SC
- Campeonato Cearense de Futebol: 2012

Clube de Regatas Brasil
- Campeonato Alagoano de Futebol: 2018 (2. Platz)

Santa Cruz FC
- Campeonato Pernambucano: 2020  (2. Platz)